# (34357) 2000 RO21
2000 RO21 (asteroide 34357) é um asteroide da cintura principal. Possui uma excentricidade de 0.01452830 e uma inclinação de 8.62203º.
Este asteroide foi descoberto no dia 1 de setembro de 2000 por LINEAR em Socorro.